# مارغوت غراهام
مارغوت غراهام (بالإنجليزية: Margot Grahame)‏ هي ممثلة بريطانية، ولدت في 20 فبراير 1911 بكانتربيري في المملكة المتحدة، وتوفيت في 1982 بلندن في المملكة المتحدة بسبب مرض.

## أعمال

### أفلام
- (1935) المخبر

## وصلات خارجية
- مارغوت غراهام على موقع IMDb (الإنجليزية)
- مارغوت غراهام على موقع أول موفي (الإنجليزية)
- مارغوت غراهام على موقع قاعدة بيانات برودواي على الإنترنت (الإنجليزية)
- مارغوت غراهام على موقع قاعدة بيانات الأفلام السويدية (السويدية)
- مارغوت غراهام على موقع إن إن دي بي (الإنجليزية)
- مارغوت غراهام على موقع قاعدة بيانات الفيلم (الإنجليزية)